# 岩屋橋停留場
岩屋橋停留場（日语：／ Iwayabashi teiryūjō */?），又稱岩屋橋電車站，是位於長崎縣長崎市大橋町，長崎電氣軌道本線的電車站。車站編號為16。

## 歷史
電車站在1950年（昭和25年）本線大橋至住吉之間開通時同日啟用。當初電車站已經建設在共用軌道區間上，而住吉方向路軌與右邊的縣道並行。

### 年表
- 1950年（昭和25年）9月16日 - 電車站啟用[3]。
- 2000年（平成12年）9月7日 - 撤走行人天橋[4]。12月2日電車站裝修工程完成[4]。

## 電車站構造
電車站是建造在共用行車道上。電車站設有2面2線的低地台相對式月台。東邊為長崎站前方向月台，西邊為赤迫方向月台。曾經兩月台之間設有行人天橋連接，現已撤走，在撒走工程同時把電車站裝修。
從電車站向浦上車庫停留場出發會從國道206號轉入專用軌道。專用軌道和共用軌道的邊界處設有沒有遮斷機平交道，該平交道設有警告燈。

### 運行系統
此電車站是本線電車站之一。當中1、2、3系統駛入此站。

## 使用狀況
根據「長崎電軌」的調査，以下為1日的上下車人次資料。
- 1998年 - 2,538人[7]
- 2015年 - 2,700人[9]

## 電車站周邊
電車站鄰近岩屋川和浦上川匯合處。也鄰近國道206號和縣道的交界，交通流量較多。
電車站名稱的岩屋橋位於電車站南邊，岩屋橋是一座跨過岩屋川的橋粱。
- 北消防署（日语：北消防署 (長崎市)）
- 浦上警署（日语：浦上警察署）
- 長崎大橋郵局
- 大橋市場
- J-net租車（日语：Jネットレンタカー）長崎大橋店
- 十八親和銀行（日语：十八親和銀行）大橋分店

## 相鄰電車站
長崎電氣軌道
本線（■1號系統、□2號系統、■3號系統）
長崎大學（15）－岩屋橋（16）－浦上車庫（17）

## 注腳
1. 1 2  田栗 2005，第55頁.
2. ↑  田栗 2005，第157頁.
3. ↑  今尾 2009，第57頁.
4. 1 2  100年史，第199頁.
5. ↑  100年史，第130頁.
6. 1 2  川島 2013，第45頁.
7. 1 2 3  田栗 & 宮川 2000，第48頁.
8. 1 2  100年史，第114頁.
9. ↑  100年史，第124頁.